# Les Grincheux
Série
Les Grincheux 2
(1995)
Pour plus de détails, voir Fiche technique et Distribution.
Les Grincheux (Grumpy Old Men) ou Les Vieux Garçons au Québec est un film américain de Donald Petrie sorti en 1993

## Synopsis
John Gustavson et Max Goldman sont voisins depuis leur enfance. Ils sont les meilleurs amis du monde mais s'insultent et se bagarrent à longueur de journée. Lorsque Ariel, une superbe et excentrique femme d'âge mûr emménage dans leur quartier, la guerre des deux grincheux atteint son apogée.

## Fiche technique
- Titre : Les grincheux
- Titre original : Grumpy Old Men
- Réalisation : Donald Petrie
- Scénario : Mark Steven Johnson
- Producteurs : Richard C. Berman et John Davis
- Producteurs associés : Darlen K. Chan et Kathy Sarreal
- Producteur exécutif : Dan Kolsrud
- Musique : Alan Silvestri
- Photographie : Johnny E. Jensen
- Montage : Bonnie Koehler
- Casting : Sharon Howard-Field
- Concepteurs des décors : David Chapman
- Directeur artistique : Mark Haack
- Décors : Clay A. Griffith
- Costumes : Lisa Jenson
- Budget : 35 100 000 $
- Recettes : 70 172 621 $
- Société de production : John Davis - Lancaster Gate
- Société de distribution : Warner Bros
- Pays d'origine :  États-Unis
- Langue : Anglais
- Formats : 1,85 : 1 | Couleur Technicolor | 35 mm
- Son : Dolby Stereo | Dolby SR
- Genre : Comédie dramatique
- Durée : 103 minutes
- Date de sortie : 
  - États-Unis : 25 décembre 1993
  - France :  22 juin 1994

## Distribution
- Jack Lemmon (VF : Serge Lhorca ; VQ : Ronald France) : John
- Walter Matthau (VF : André Valmy ; VQ : Yves Massicotte) : Max
- Ann-Margret (VF : Évelyne Séléna ; VQ : Louise Rémy) : Ariel
- Burgess Meredith (VF : René Bériard ; VQ : Jean-Louis Millette) : Grand-père Gustafson
- Daryl Hannah (VF : Micky Sébastian ; VQ : Marie-Andrée Corneille) : Mélanie
- Kevin Pollak (VF : Michel Mella ; VQ : Jean-Marie Moncelet) : Jacob
- Ossie Davis (VF : Jean Violette ; VQ : Victor Désy) : Chuck
- Buck Henry (VF : Roger Crouzet) : Snyder

## Sorties VHS + DVD + blu-ray
- France sortie uniquement en VHS
- Belgique sortie en DVD
- États-Unis blu-ray zone A les 2 films ensemble avec VF.
- Royaume-uni blu-ray zone all propose les 2 films sur le même disc avec les deux films en VF

## Anecdotes
- Ce film s'inscrit dans la série des films qui réunissent Jack Lemmon et Walter Matthau.
- Ce film a eu une suite Les Grincheux 2 (Grumpier Old Men). le casting reste le même et Sophia Loren s'invite dans ce second opus.
- En 1996 Walter Matthau et Ossie Davis se retrouvent à nouveau dans la comédie "Les Complices de Central Park"